# Luke Harangody
Lucas "Luke" Cameron Harangody (Decatur, 2 de janeiro de 1988) é um basquetebolista profissional estadunidense, atualmente joga no Ratiopharm Ulm na Bundesliga e EuroCopa.